# Diocesi di Wichita
La diocesi di Wichita (in latino Dioecesis Wichitensis) è una sede della Chiesa cattolica negli Stati Uniti d'America suffraganea dell'arcidiocesi di Kansas City. Nel 2022 contava 110.099 battezzati su 994.875 abitanti. È retta dal vescovo Carl Allan Kemme.

## Territorio
La diocesi comprende 26 contee del Kansas, negli Stati Uniti d'America: Allen, Bourbon, Butler, Chase, Chautauqua, Cherokee, Cowley, Crawford, Elk, Ellsworth, Greenwood, Harper, Harvey, Kingman, Labette, Marion, McPherson, Montgomery, Morris, Neosho, Reno, Rice, Sedgwick, Sumner, Wilson e Woodson.
Sede vescovile è la città di Wichita, dove si trova la cattedrale dell'Immacolata Concezione (Cathedral of the Immaculate Conception).
Il territorio si estende su 51.995 km² ed è suddiviso in 90 parrocchie.

## Storia
La diocesi è stata eretta il 2 agosto 1887 con il breve Quum ex apostolico munere di papa Leone XIII, ricavandone il territorio dalla diocesi di Leavenworth (oggi arcidiocesi di Kansas City).
Originariamente comprendeva le contee di Barber, Barton, Clark, Comanche, Edwards, Ellsworth, Finney, Ford, Grant, Gray, Greeley, Hamilton, Harper, Harvey, Haskell, Hodgeman, Kearny, Kingman, Kiowa, Lane, McPherson, Meade, Morton, Ness, Pawnee, Pratt, Reno, Rice, Rush, Scott, Sedgwick, Seward, Stafford, Stanton, Stevens, Sumner e Wichita.
Il 1º luglio 1897 per effetto del breve Quae rei sacrae di papa Leone XIII si ampliò verso est, ottenendo dalla stessa diocesi di Leavenworth le contee di Allen, Bourbon, Butler, Chase, Chautauqua, Cherokee,  Cowley, Crawford, Elk, Greenwood, Labette, Marion, Montgomery, Morris, Neosho, Wilson e Woodson.
Il 19 maggio 1951 ha ceduto una porzione del suo territorio a vantaggio dell'erezione della diocesi di Dodge City.
La diocesi è stata suffraganea dell'arcidiocesi di Saint Louis fino al 1952, quando è entrata a far parte della provincia ecclesiastica di Kansas City.

## Cronotassi dei vescovi
Si omettono i periodi di sede vacante non superiori ai 2 anni o non storicamente accertati.
- John Joseph Hennessy † (11 febbraio 1888 - 13 luglio 1920 deceduto)
- Augustus John Schwertner † (10 marzo 1921 - 2 ottobre 1939 deceduto)
- Christian Herman Winkelmann † (27 dicembre 1939 - 19 novembre 1946 deceduto)
- Mark Kenny Carroll † (15 febbraio 1947 - 27 settembre 1967 dimesso[3])
- David Monas Maloney † (2 dicembre 1967 - 16 luglio 1982 dimesso)
- Eugene John Gerber † (17 novembre 1982 - 4 ottobre 2001 dimesso)
- Thomas James Olmsted (4 ottobre 2001 succeduto - 25 novembre 2003 nominato vescovo di Phoenix)
- Michael Owen Jackels (28 gennaio 2005 - 8 aprile 2013 nominato arcivescovo di Dubuque)
- Carl Allan Kemme, dal 20 febbraio 2014

## Statistiche
La diocesi nel 2022 su una popolazione di 994.875 persone contava 110.099 battezzati, corrispondenti all'11,1% del totale.
| anno | popolazione | popolazione | popolazione | presbiteri | presbiteri | presbiteri | presbiteri                | diaconi | religiosi | religiosi | parrocchie |
| anno | battezzati  | totale      | %           | numero     | secolari   | regolari   | battezzati per presbitero | diaconi | uomini    | donne     | parrocchie |
| ---- | ----------- | ----------- | ----------- | ---------- | ---------- | ---------- | ------------------------- | ------- | --------- | --------- | ---------- |
| 1950 | 68.849      | 911.368     | 7,6         | 215        | 170        | 45         | 320                       |         | 15        | 952       | 179        |
| 1966 | 85.983      | 919.063     | 9,4         | 216        | 170        | 46         | 398                       |         | 17        | 624       | 98         |
| 1970 | 88.826      | 859.766     | 10,3        | 175        | 134        | 41         | 507                       |         | 51        | 533       | 98         |
| 1976 | 90.431      | 828.626     | 10,9        | 146        | 123        | 23         | 619                       |         | 28        | 490       | 95         |
| 1980 | 97.350      | 846.792     | 11,5        | 134        | 111        | 23         | 726                       |         | 23        | 451       | 95         |
| 1990 | 100.856     | 888.275     | 11,4        | 127        | 118        | 9          | 794                       | 2       | 10        | 430       | 112        |
| 1999 | 109.859     | 916.007     | 12,0        | 130        | 122        | 8          | 845                       | 2       | 1         | 376       | 92         |
| 2000 | 113.321     | 922.419     | 12,3        | 128        | 119        | 9          | 885                       | 2       | 9         | 361       | 92         |
| 2001 | 114.539     | 947.499     | 12,1        | 135        | 127        | 8          | 848                       | 2       | 8         | 332       | 92         |
| 2002 | 115.537     | 946.674     | 12,2        | 136        | 128        | 8          | 849                       | 2       | 8         | 331       | 92         |
| 2003 | 115.482     | 949.385     | 12,2        | 131        | 127        | 4          | 881                       | 3       | 4         | 329       | 91         |
| 2004 | 116.913     | 959.389     | 12,2        | 127        | 123        | 4          | 920                       | 1       | 4         | 314       | 91         |
| 2010 | 125.150     | 979.000     | 12,8        | 117        | 116        | 1          | 1.069                     | 4       | 1         | 278       | 90         |
| 2014 | 128.700     | 1.008.000   | 12,8        | 117        | 116        | 1          | 1.100                     | 4       | 1         | 248       | 90         |
| 2017 | 112.549     | 994.427     | 11,3        | 119        | 118        | 1          | 945                       | 3       | 1         | 210       | 90         |
| 2020 | 119.800     | 983.988     | 12,2        | 123        | 122        | 1          | 973                       | 3       | 1         | 200       | 90         |
| 2022 | 110.099     | 994.875     | 11,1        | 118        | 117        | 1          | 933                       | 3       | 1         | 177       | 90         |